# Prophecy
Prophecy je četvrti studijski album metal sastava Soulfly. Diskografska kuća Roadrunner Records objavila ga je 30. ožujka 2004.
Na ovom je albumu s obzirom na prethodni, uz Maxa Cavaleru radila potpuno nova postava sastava. Također, za potrebe snimanja, Cavalera je neko vrijeme proveo u Srbiji, te je primjetan utjecaj world glazbe, kao i na Sepulturinom albumu Roots, na kojem je također radio Cavalera.

## Popis pjesama
Tekstovi i glazba: Max Cavalera, osim gdje je navedeno drugačije. 
| 1.    | »Prophecy"« (s Davidom Ellefsonom)        |                                | | 3:35 |
| 2.    | »Living Sacrifice«                        |                                | | 5:03 |
| 3.    | »Execution Style«                         |                                | | 2:18 |
| 4.    | »Defeat U« (s Dannyjem Marianinom)        | Max Cavalera, Danny Marianino  | | 2:10 |
| 5.    | »Mars«                                    |                                | | 5:25 |
| 6.    | »I Believe« (s Ashom Rabouinom)           |                                | | 5:53 |
| 7.    | »Moses« (s Eyesburnom)                    | Max Cavalera, Hornsman Coyote, | Max Cavalera, Hornsman Coyote, Ninoslav Filipović, Vukašin Marković, Aleksandar Petrović, Vladimir Lazić | 7:39 |
| 8.    | »Born Again Anarchist«                    |                                | | 3:43 |
| 9.    | »Porrada«                                 |                                | | 4:07 |
| 10.   | »In the Meantime« (obrada pjesme Helmeta) | Page Hamilton                  | Page Hamilton                                                                                            | 4:45 |
| 11.   | »Soulfly IV«                              |                                | | 6:04 |
| 12.   | »Wings« (s Ashom Rabouinom)               |                                | | 6:03 |
| 55:40 |                                           |                                | |      |

| Bonus pjesme na europskom izdanju | Bonus pjesme na europskom izdanju              | Bonus pjesme na europskom izdanju | Bonus pjesme na europskom izdanju                      | Bonus pjesme na europskom izdanju | Bonus pjesme na europskom izdanju | Bonus pjesme na europskom izdanju | Bonus pjesme na europskom izdanju | Bonus pjesme na europskom izdanju | Bonus pjesme na europskom izdanju |
| Br.                               | Skladba                                        | Tekstopisac                       | Skladatelj                                             | Trajanje                          |                                   |                                   |                                   |                                   |                                   |
| --------------------------------- | ---------------------------------------------- | --------------------------------- | ------------------------------------------------------ | --------------------------------- | --------------------------------- | --------------------------------- | --------------------------------- | --------------------------------- | --------------------------------- |
| 1.                                | »Back to the Primitive«                        |                                   |                                                        | 4:09                              |                                   |                                   |                                   |                                   |                                   |
| 2.                                | »No Hope = No Fear«                            |                                   |                                                        | 4:22                              |                                   |                                   |                                   |                                   |                                   |
| 3.                                | »Spit« (obrada Sepulture)                      |                                   | Max Cavalera, Andreas Kisser, Paulo Jr., Igor Cavalera | 2:31                              |                                   |                                   |                                   |                                   |                                   |
| 4.                                | »Jumpdafuckup / Bring It«                      | Max Cavalera, Corey Taylor        |                                                        | 4:26                              |                                   |                                   |                                   |                                   |                                   |
| 5.                                | »The Song Remains Insane«                      |                                   |                                                        | 2:19                              |                                   |                                   |                                   |                                   |                                   |
| 6.                                | »Roots Bloody Roots« (obrada pjesme Sepulture) |                                   | Max Cavalera, Andreas Kisser, Paulo Jr., Igor Cavalera | 3:57                              |                                   |                                   |                                   |                                   |                                   |
| 78:29                             |                                                |                                   |                                                        |                                   |                                   |                                   |                                   |                                   |                                   |

## Zasluge
| Soulfly - Max Cavalera – vokal, ritam gitara, berimbau, sitar, produkcija - Marc Rizzo – solo-gitara, flameco gitara - Bobby Burns – bas-gitara, udaraljke - Joe Nuñez – bubnjevi, udaraljke Ostalo osoblje - Gloria Cavalera – izvršna produkcija - Terry Date – miks - John Gray – inženjer zvuka, uređivanje, klavijature, samplovi - Ted Jensen – mastering | Dodatni glazbenici - Hornsman Coyote – vokal, trombon (na pjesmi "Moses") - Danny Marianino – vokal (na pjesmi "Defeat U") - Ljubomir Dimitrijević – kaval, gemshorn, zurle, gaida, diple, gajde, flauta (na 3., 8., 11. pjesmi) - Meia Noite – udaraljke - David Ellefson – bas-gitara (na 1., 4., 5., 6., 10. pjesmi) - Dejan Utvar – udaraljke (na pjesmi "Moses") - Zoran Đuroski – dubmaster (na pjesmi "Moses") - Mark Pringle – prateći vokal (na pjesmi "Defeat U") - Igor Kurtić – bubnjevi (na pjesmi "Wings / Marš na Drinu") - Nenad Bećirović – francuski rog (na pjesmi "Wings / Marš na Drinu") - Danijel Demirović – francuski rog (na pjesmi "Wings / Marš na Drinu") - Ekrem Maksutović – francuski rog (na pjesmi "Wings / Marš na Drinu") - Nica Demirović – francuski rog (na pjesmi "Wings / Marš na Drinu") - Dejan Ajdić – truba (na pjesmi "Wings / Marš na Drinu") - Roća Demirović – truba (na pjesmi "Wings / Marš na Drinu") - Demiran Ćerimović – truba (na pnesmi "Wings / Marš na Drinu") - Vukašin Marković – trombon (na pjesmi "Moses") - Ćerim Bećirović – tuba (na pjesmi "Wings / Marš na Drinu") - Ninoslav Filipović – solo-gitara (na pjesmi "Moses") - Vladimir Lazić – bas-gitara (na pjesmi "Moses") - Aleksandar Petrović – bubnjevi (na pjesmi "Moses") - Asha Rabouin – vokal (na pjesmi "Wings / Marš na Drinu"), prateći vokal (na pjesmi "I Believe") |

## Top liste
| Top lista (2004.) | Pozicija |
| ----------------- | -------- |
| Billboard 200     | 82.      |